# Nils Nelleßen
Nils Nelleßen, znany także jako Nils Nellessen (ur. 1 stycznia 1971 w Oldenburgu) – niemiecki aktor teatralny, telewizyjny i filmowy.

## Życiorys
W latach 1994–98 studiował aktorstwo w Hochschule für Film und Fernsehen „Konrad Wolf” w Poczdamie-Babelsbergu. Podczas swojej edukacji grał pierwsze role teatralne na deskach Hans-Otto-Theater w Poczdamie w sztuce Biografie: Ein Spiel Maxa Frischa (1996) jako Kürmann, a także w Deutsches Theater w Berlinie w produkcjach: W dżungli miast Bertolta Brechta (1997) i Übergewicht, unwichtig: Unform Wernera Schwaba (1997). 
W 1997 roku otrzymał nagrodę dla najlepszego młodego aktora w Theatertreffen Deutschsprachiger Schauspielstudierender. W 2003 wystąpił w sztuce Kaleka z Inishmaan Martina McDonagha na scenie Ernst-Deutsch-Theater w Hamburgu w roli kaleki Billy'ego. 
Od połowy lat 90. rozpoczął karierę w niemieckiej telewizji. Zyskał sławę jako asystent lekarza dr Maik Borowski w serialu Sat1 Alphateam – Die Lebensretter im OP (2005). W 2006 przyjął rolę doktora Hildebranda w kilku odcinkach serialu ZDF Der Kriminalist. Brał również udział w produkcjach kinowych, w tym w komedii Carstena Fiebelera Kleinruppin forever (2004), i filmach krótkometrażowych.
Zamieszkał w Berlinie.

## Filmografia
- 1996: Max Wolkenstein jako Pille
- 1998: Kobra – oddział specjalny (Alarm für Cobra 11) – odc. Zabójcza sława (Tödlicher Ruhm) jako Oliver Busse
- 1998: Tatort – Fürstenschüler jako Frank
- 1999: Holstein Lovers (TV) jako Moritz
- 1999: Schrei – denn ich werde dich töten! jako Tom
- 2000: Komisarz Rex (Kommissar Rex) jako Michael Stoll
- 2000: SK Kölsch jako Lämmle
- 2001: Küstenwache jako Fred Ahrens
- 2001: Liebe, Tod & viele Kalorien (TV) jako Daniel Markmann
- 2002: Wilsberg – odc. Wilsberg und der letzte Anruf jako Lars Jüssen
- 2002: Weihnachtsmann gesucht (TV) jako Konstantin
- 2002: Die Datsche jako Wielki
- 2002: Erste Ehe jako Alex
- 2002: Stahlnetz - odc. Ausgelöscht jako Kai Steinhoff
- 2002: Ein starkes Team – Blutsbande jako Richard Heyse
- 2003: Donna Leon – Feine Freunde jako Roberto Patta
- 2003: Kleinruppin forever jako Müller
- 2003: Der Ermittler - Absender unbekannt jako Jens Lehmann
- 2004: Wolffs Revier jako Oliver Bach
- 2005: Alphateam – Die Lebensretter im OP jako dr Maik Borowski
- 2005: Typisch Sophie - odc. Nur gute Freunde jako Paul
- 2005: In aller Freundschaft
- 2006-2017: Der Kriminalist jako dr Hildebrand
- 2007: Kobra – oddział specjalny (Alarm für Cobra 11) – odc. Stunde der Wahrheit jako Jochen Breugel
- 2007: Telefon 110 - odc. Verstoßen jako Matthias Noack
- 2008: Im Namen des Gesetzes - odc. Böses Erwachen jako Tom Janowitz
- 2009: SOKO Köln jako Zacharias Niefenegger
- 2010: Błękitny ognik (Das blaue Licht) jako strażnik
- 2011: Rote Rosen jako dr Engels
- 2011: Küstenwache jako Henrik Kessler
- 2011: Kobra – oddział specjalny (Alarm für Cobra 11) – odc. W świecie mody/En Vogue jako projektant mody Marc Berger
- 2012: Sushi in Suhl jako August Schwing